# Saint-Mathieu-de-Tréviers

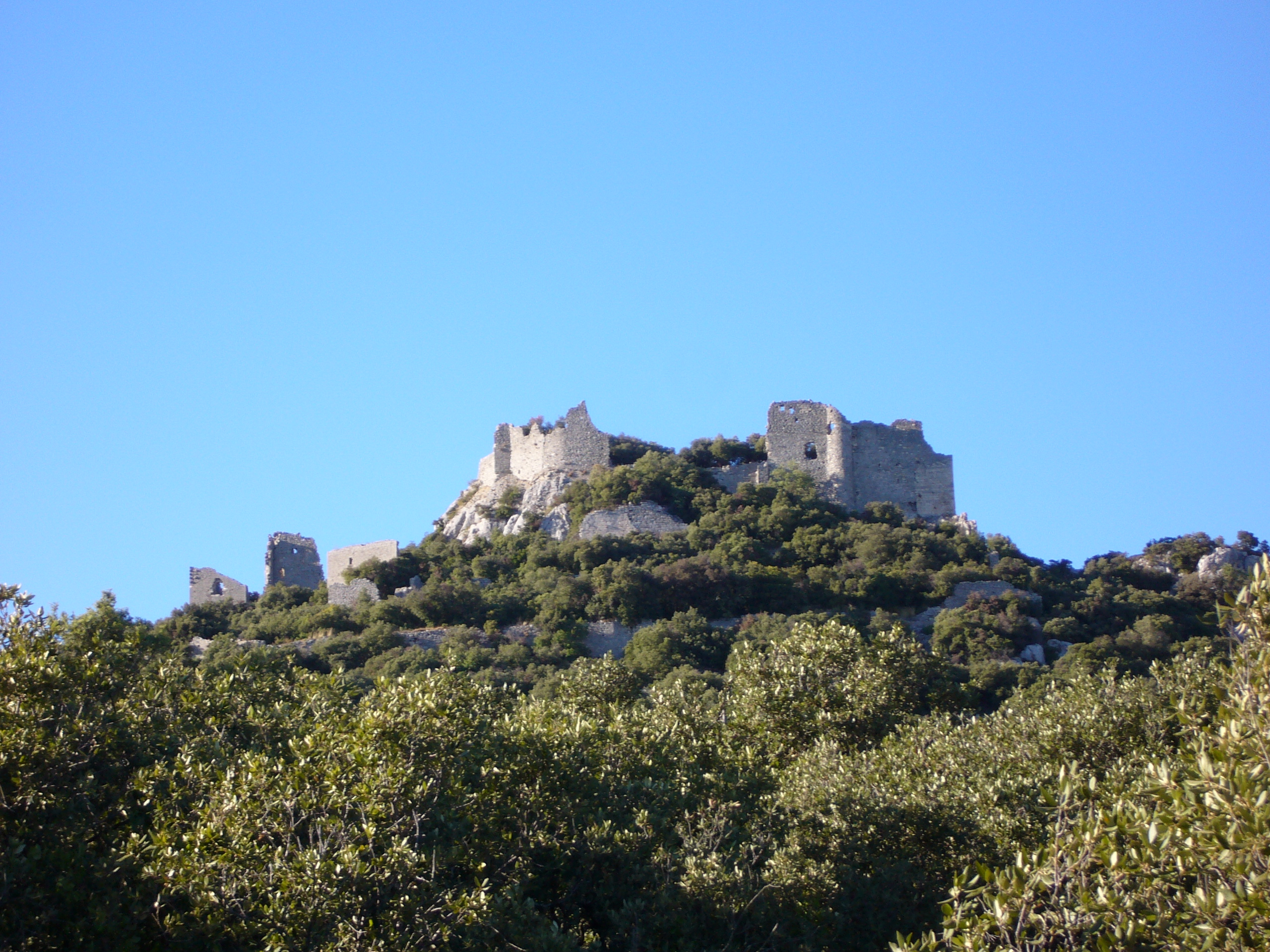
Ruiny zamku Montferrand w Gminie Saint-Mathieu-de-Tréviers, 2007

Saint-Mathieu-de-Tréviers – miejscowość i gmina we Francji, w regionie Oksytania, w departamencie Hérault.
Według danych na rok 1990 gminę zamieszkiwały 2623 osoby, a gęstość zaludnienia wynosiła 120 osób/km² (wśród 1545 gmin Langwedocji-Roussillon Saint-Mathieu-de-Tréviers plasuje się na 147. miejscu pod względem liczby ludności, natomiast pod względem powierzchni na miejscu 337.).

## Populacja

Populacja Saint-Mathieu-de-Tréviers w latach 1962-2008